# Ruellia metallica
Ruellia metallica är en akantusväxtart som beskrevs av Emery Clarence Leonard. Ruellia metallica ingår i släktet Ruellia och familjen akantusväxter. Inga underarter finns listade i Catalogue of Life.